# Butterup Sogn
Butterup Sogn 
ist eine ehemalige Kirchspielsgemeinde (dän.: Sogn)
auf der Insel Sjælland im südlichen Dänemark.
Bis 1970 gehörte sie zur Harde Merløse Herred im damaligen Holbæk Amt, danach zur Holbæk Kommune im erweiterten Holbæk Amt, die im Zuge der  Kommunalreform zum 1. Januar 2007 in der „neuen“ Holbæk Kommune in der Region Sjælland aufgegangen ist.
Am 2. Dezember 2012 wurde Butterup Sogn mit der nördlichen Nachbargemeinde Tuse Sogn zum Butterup-Tuse Sogn zusammengelegt. Im Kirchspiel lebten am 1. Oktober 2012 239 Einwohner, im Tuse Sogn 2881.
Im Kirchspiel liegt die Kirche „Butterup Kirke“.
Nachbargemeinden waren im Norden Tuse Sogn, im Südosten Søstrup Sogn, im Süden Nørre Jernløse Sogn, im Südwesten Mørkøv Sogn und im Westen Kundby Sogn.